# Yushi Ozaki
Yushi Ozaki (尾﨑 勇史 Ozaki Yushi?), född 24 mars 1969 i Mie prefektur, är en japansk före detta fotbollsspelare.
Ozaki började sin karriär 1987 i Yamaha Motors (Júbilo Iwata). Med Yamaha Motors/Júbilo Iwata vann han japanska ligan 1987/88, 1997, 1999 och japanska ligacupen 1998. 2000 flyttade han till Avispa Fukuoka. Efter Avispa Fukuoka spelade han för Sanfrecce Hiroshima. Han avslutade karriären 2003.